# Formica lefrancoisi
Formica lefrancoisi é uma espécie de formiga do gênero Formica, pertencente à subfamília Formicinae.